# Nenias reales y lágrimas obsequiosas...
Les Nenias reales y lágrimas obsequiosas que a la inmortal memoria del gran Carlos Segundo, Rey de las Españas … dedica y consagra la Academia de los Desconfiados de Barcelona és una corona literària publicada el 1701 per l'Acadèmia dels Desconfiats, amb motiu de la mort de Carles II.
Consisteix en una compilació, en la major part, de poemes composts per membres de l'Acadèmia Desconfiada, tot i que conté també alguna obra en prosa. El recopilador fou el secretari de l'acadèmia, Josep Amat de Planella i Despalau, i fou publicada per l'impressor Rafael Figueró. La gran majoria de les obres són en castellà o llatí, si bé cinc d'elles són en català: Un sonet de Josep Amat de Planella, un sonet i un romanç d'Antoni de Peguera i d'Aimeric, unes redondillas de Josep Clua i Granyena, i un "laberint" o jeroglífic de Manuel de Vega i de Rovira.